# Esther Kinsky
Esther Kinsky (Engelskirchen, 1956. szeptember 12. –) német irodalmi műfordító, regények és versek szerzője.

## Élete és munkái
Esther Kinsky Bonnban hallgatott szlavisztikai tanulmányokat. Műfordítóként lengyel, angol és orosz nyelvről németre, próza- és versíróként dolgozik. Miután néhány évet Londonban töltött, Berlinben telepedett le.
Nevezetes művei közé tartozik az Am Fluss című regény, amelyet a Matthes & Seitz, Berlin 2014 adott ki, és 2018 januárjában River néven jelent meg angolul, Iain Galbraith fordításában és a Fitzcarraldo Editions kiadásában.
Kinsky számos díjat kapott irodalmi munkásságáért és fordításaiért, köztük 2015-ben a Kranichsteiner irodalmi díjat, az Am Fluss-ért pedig a Baden-Baden-i SWR-Bestenliste díját.
2016 nyári szemeszterétől a Bonni Egyetemen tartotta az éves Thomas Kling költészet szakos előadást. A 2017/2018-as őszi/téli szemeszterben August Wilhelm von Schlegel vendégprofesszora volt a Berlini Szabadegyetem fordításpoétikájának.
2018-ban Hain: Geländeroman című regénye a berlini Suhrkamp Verlag kiadónál jelent meg, és megnyerte a Lipcsei Könyvvásár 2018-as Belletristik kategóriáját. Ezt a munkát Caroline Schmidt angol fordításában jelentette meg Grove: A Field Novel címmel (Fitzcarraldo Editions, 2020). 2023-ban megírta a Weiter Sehen című non-fikciós beszámolót egy magyarországi kismozi megvásárlásáról és helyreállításáról. Angolul a Fitzcarraldo Editions adta ki Seeing Further címmel, fordította: Caroline Schmidt (2024).
Házastársa Martin Chalmers német-skót műfordító volt (1948–2014).

## Művei
- Mali, képeskönyv. Gildenstern, Bad Honnef 1987, ISBN 3-926589-00-0
- Unser fremdes Land: Tansanisches Reisebilderbuch, Gildenstern, Bad Honnef 1987, ISBN 3-926589-02-7
- Wer hat hier Angst vor Hexen?, gyermekkönyv. Gildenstern, Bad Honnef 1989, ISBN 3-926589-07-8
- Sommerfrische, regény. Matthes & Seitz, Berlin 2009, ISBN 978-3-88221-722-3
- Die ungerührte Schrift des Jahrs, Verses kötet. Matthes & Seitz Berlin 2010, ISBN 978-3-88221-535-9
- Banatsko, regény. Matthes & Seitz, Berlin 2011, ISBN 978-3-88221-723-0
- Eines Abends im Winter, gyermekkönyv. Illustriert von Sarah Fricke. Jacoby & Stuart, Berlin 2011, ISBN 978-3-941787-44-5 CD-vel a szerző felolvasásával és zenével.
- Aufbruch nach Patagonien, verses kötet. Matthes & Seitz, Berlin 2012, ISBN 978-3-88221-585-4
- Der Käptn und die Mimi Kätt gyermekkönyv. Illustriert von Gerda Raidt. Jacoby & Stuart, Berlin 2012, ISBN 978-3-941787-85-8
- Fremdsprechen: Gedanken zum Übersetzen, esszé. Matthes & Seitz, Berlin 2013, ISBN 978-3-88221-038-5
- Naturschutzgebiet, verses kötet, a szerző fényképeivel. Matthes & Seitz, Berlin 2013, ISBN 978-3-88221-073-6
- Am Fluss, regény. Matthes & Seitz, Berlin 2014, ISBN 978-3-95757-056-7
- Polnisch Poetisch., Szerkesztette Lisa Palmes(wd), Konzeption E. K.- Anthologie, mit Jacek Gutorow, Marta Podgórnik(wd), Dariusz Sośnicki(wd), Adam Wiedemann(wd), Jakobe Mansztajn(wd), Katarzyna Fetlińska(wd). Übers. Lisa Palmes(wd), VdÜ. Buch|Bund, Berlin 2015, ISBN 978-3-00-048086-7[10]
- Martin Chalmersszel: Karadag Oktober 13: Aufzeichnungen von der kalten Krim, utazási beszámoló. Matthes & Seitz, Berlin 2015, ISBN 978-3-95757-143-4
- Opos Reise, gyermekkönyv, Falk Nordmann illusztrációival. Matthes & Seitz, Berlin 2016, ISBN 978-3-95757-238-7
- Am kalten Hang: viagg' invernal, verses kötet. Matthes & Seitz Berlin, Berlin 2016 ISBN 978-3-95757-222-6
- Irrgast. Umwege zur Umbenennung der Welt, bevezető előadás a Thomas Kling Poetry Lectureship számára, Bonn, 28. April 2016, in: Schreibheft(wd), 87, 2016, S. 215–223
- Hain: Geländeroman, Suhrkamp, Berlin 2018, ISBN 978-3-518-42789-7
- kő növény kökény, versek. Thanhäuser, Ottensheim 2018, ISBN 978-3-900986-93-3
- Schiefern, versek. Suhrkamp, Berlin 2020, ISBN 978-3-518-42921-1
- Rombo, regény, Suhrkamp, Berlin 2022, ISBN 978-3-518-43057-6
- Gedankenspiele über die Hoffnung, Droschl, Graz 2023, ISBN 978-3-99059-132-1
- Weiter Sehen. Von der unwiderstehlichen Magie des Kinos, Suhrkamp, Berlin 2023, ISBN 978-3-518-22544-8
- FlussLand Tagliamento, Friedenauer Presse, Berlin 2023, ISBN 978-3-7518-8003-9
- Störungen, Residenz, Wien 2023, ISBN 978-3-7017-3573-0

### Szerkesztőként
- 21 Grad Blau. Mein Balkan, Önálló utazási történetek Hamvas Béla, Jonas Mekas, David Albahari(wd), Hermann Ludwig Heinrich von Pückler-Muskau és mások további szövegei. Schreibheft(wd), 75. Rigodon, Essen 2010, ISBN 3-924071-31-4 Tartalom

### Magyarul megjelent
- Üdülő. Regény (Sommerfrische) – Scolar, Budapest, 2010 · ISBN 9789632442242 · Fordította: Tankó Tímea
- Banatsko. Regény – Scolar, Budapest, 2013 · ISBN 9789632444116 · Fordította: Bán Zoltán András
- Messzebb látni (Weiter Sehen) – 2024 · Fordította: Blaschtik Éva

## Fordítás
- Ez a szócikk részben vagy egészben  az   Esther Kinsky című angol Wikipédia-szócikk fordításán alapul.  Az eredeti cikk szerkesztőit annak laptörténete sorolja fel. Ez a jelzés csupán a megfogalmazás eredetét és a szerzői jogokat jelzi, nem szolgál a cikkben szereplő információk forrásmegjelöléseként.